# Leopoldsdorf im Marchfeld
Leopoldsdorf im Marchfeld est une commune autrichienne du district de Gänserndorf en Basse-Autriche.